# Zieten-Denkmal (Berlin)

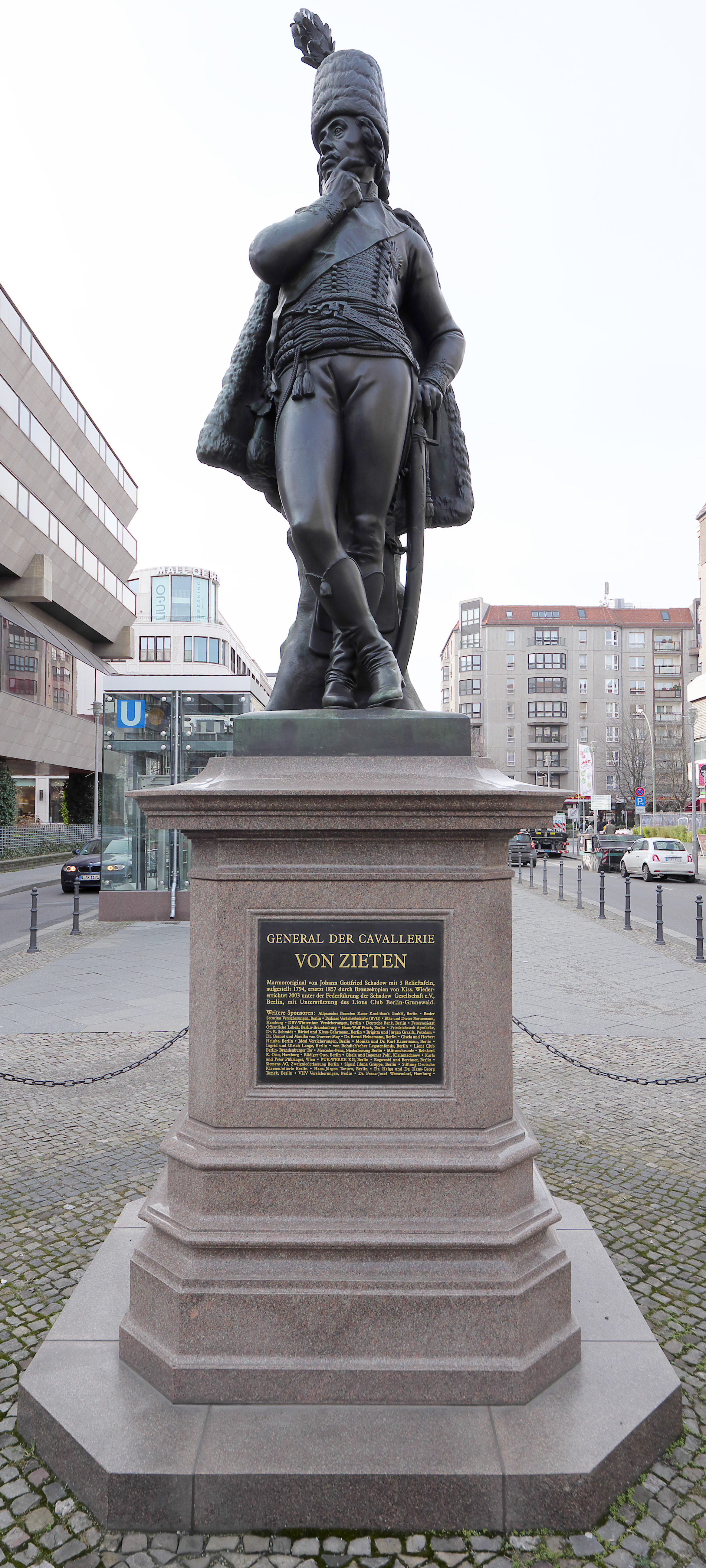
Zieten-Denkmal auf dem Zietenplatz

Das Zieten-Denkmal auf dem Zietenplatz im Berliner Ortsteil Mitte erinnert an den preußischen General Hans Joachim von Zieten (1699–1786). Es gehört zu einem Ensemble von Denkmälern, die Friedrich der Große für die Generäle der Schlesischen Kriege ab 1769 auf dem Wilhelmplatz errichten ließ, und zu den Meisterwerken der Berliner Bildhauerschule.

## Geschichte und Beschreibung
Friedrich der Große ließ ab 1769 ein Ensemble von schließlich insgesamt sechs Denkmälern für die Generäle der Schlesischen Kriege auf dem Wilhelmplatz errichten, wozu auch ein Standbild für Hans Joachim von Zieten in der Sichtachse der Mohrenstraße gehörte. Es zeigt Zieten aus dem Busch in zeitgenössischer Reiteruniform an einen Baumstumpf gelehnt, die rechte Hand nachdenklich am Kinn und die linke Hand griffbereit am Säbel. Der Sockel zeigt vorn die Inschrift „GENERAL DER CAVALLERIE / VON ZIETEN“, rechts das Relief „ZIETEN UND SEIN LEHRER BARONAY / Rothschloß den 22 Juli 1741.“, hinten „ZIETEN UND VIER SÆCHSISCHE REGIMENTr / Katol. Hennersdorf den 23 Novbr. 1745.“ sowie links „ZIETEN AUF DEN SIPTITZER HÖHEN / Torgau den 3 Novbr. 1760.“.
Das Marmororiginal wurde 1794 von Johann Gottfried Schadow im Stil des Klassizismus geschaffen. Seit 1904 steht die Skulptur in der Kleinen Kuppelhalle des heutigen Bode-Museums. Die Bronzekopie wurde 1857 von August Kiß hergestellt, als die Stadtverwaltung die Marmorfassungen durch Bronzefassungen ersetzen ließ. Nachdem die Plastik bei der Umgestaltung des Wilhelmplatzes 1936 an die Ostseite versetzt, im Zweiten Weltkrieg eingelagert und zur 750-Jahr-Feier der Stadt 1987 im heutigen Lustgarten ausgestellt worden war, steht sie auf Initiative der Schadow-Gesellschaft seit 2003 wieder am ursprünglichen Standort. Beide Fassungen des Zieten-Denkmals zählen zu den Meisterwerken der Berliner Bildhauerschule. Eine weitere Bronzekopie steht im Pfarrgarten in Wustrau.

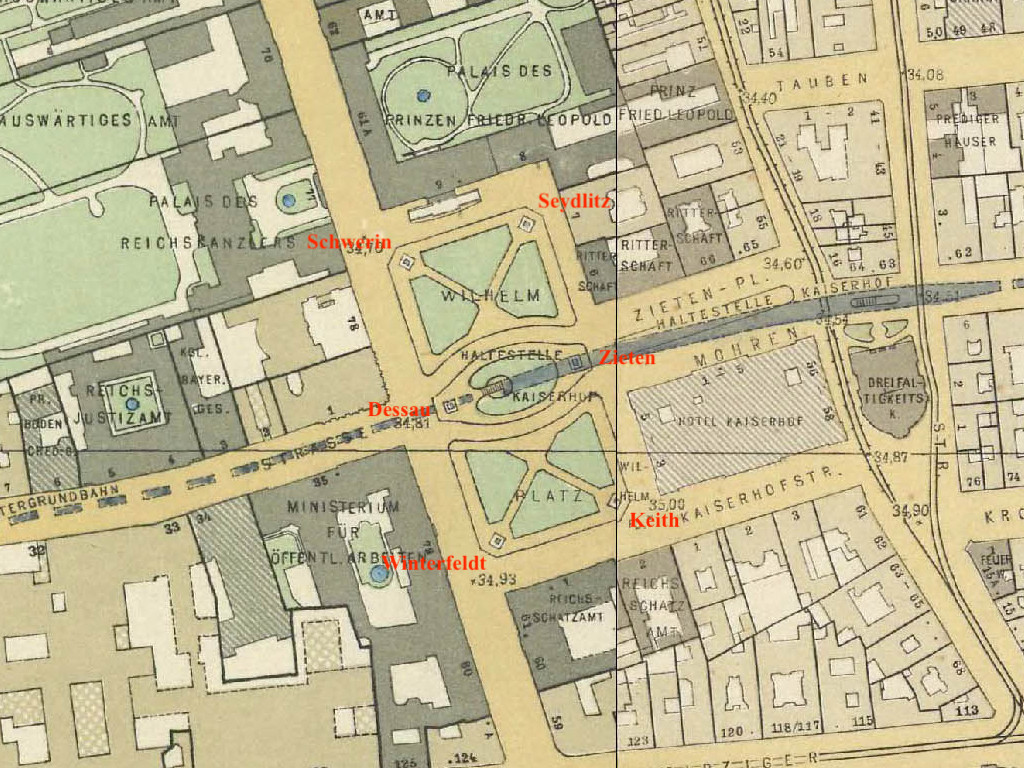
Ursprünglicher Standort, 1910
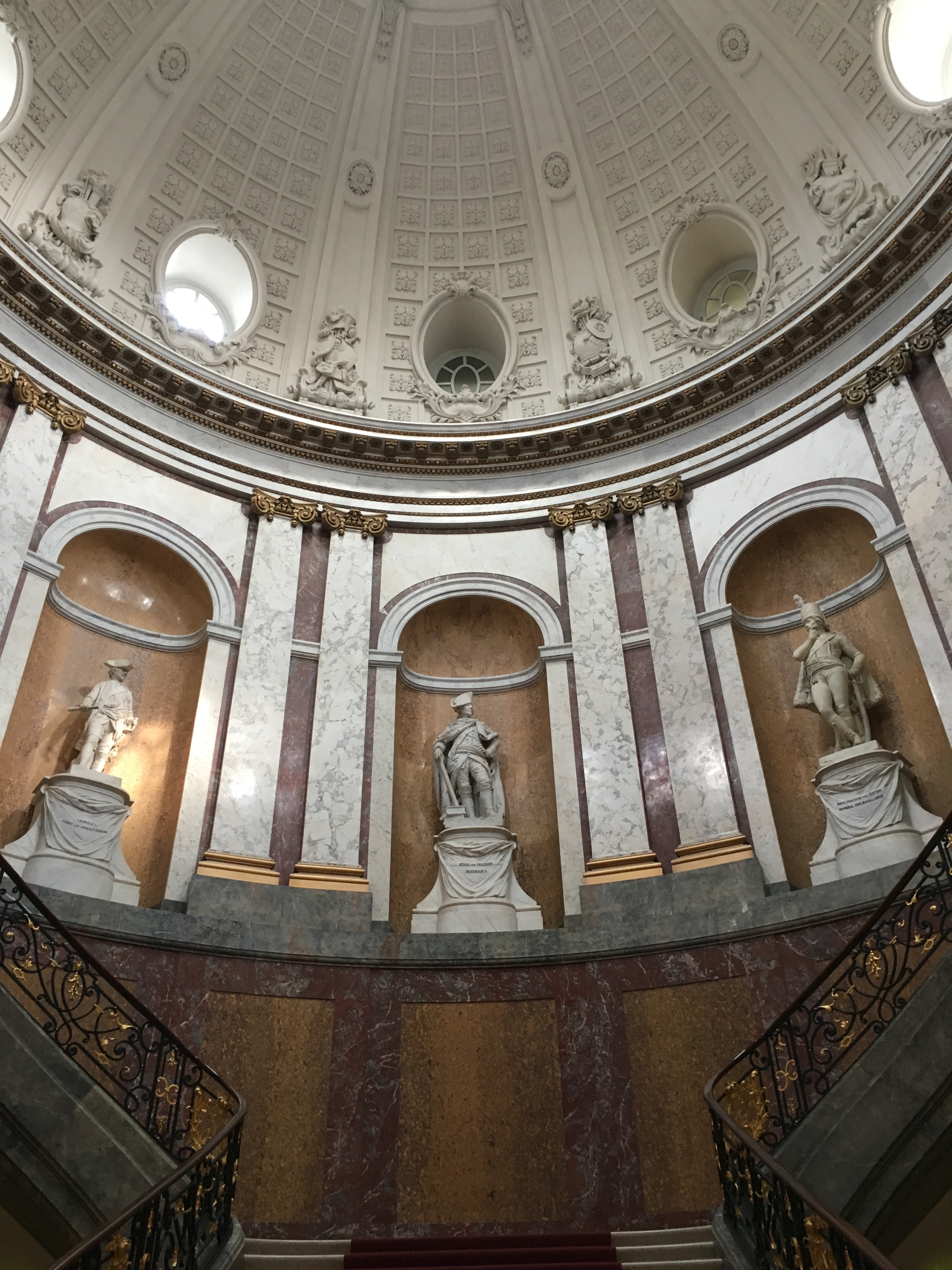
Marmororiginal (rechts) im Bode-Museum
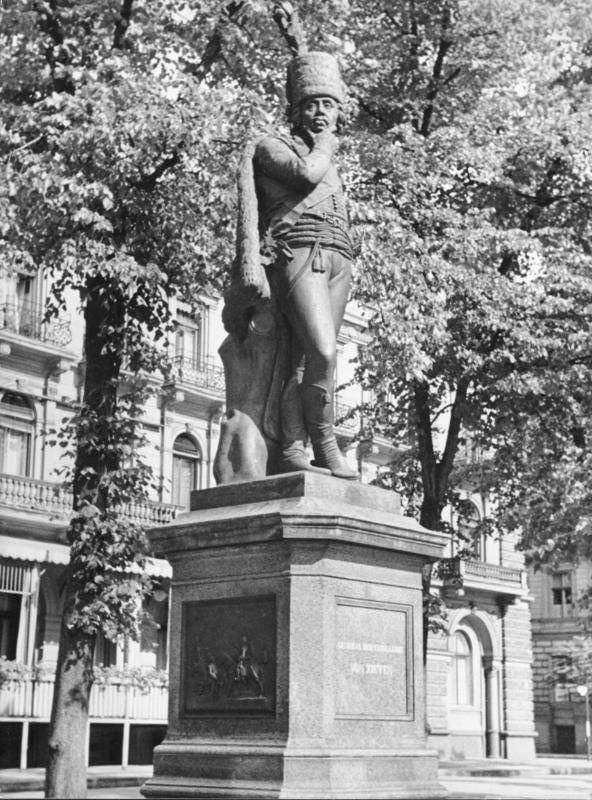
Bronzekopie auf dem Wilhelmplatz, nach 1936
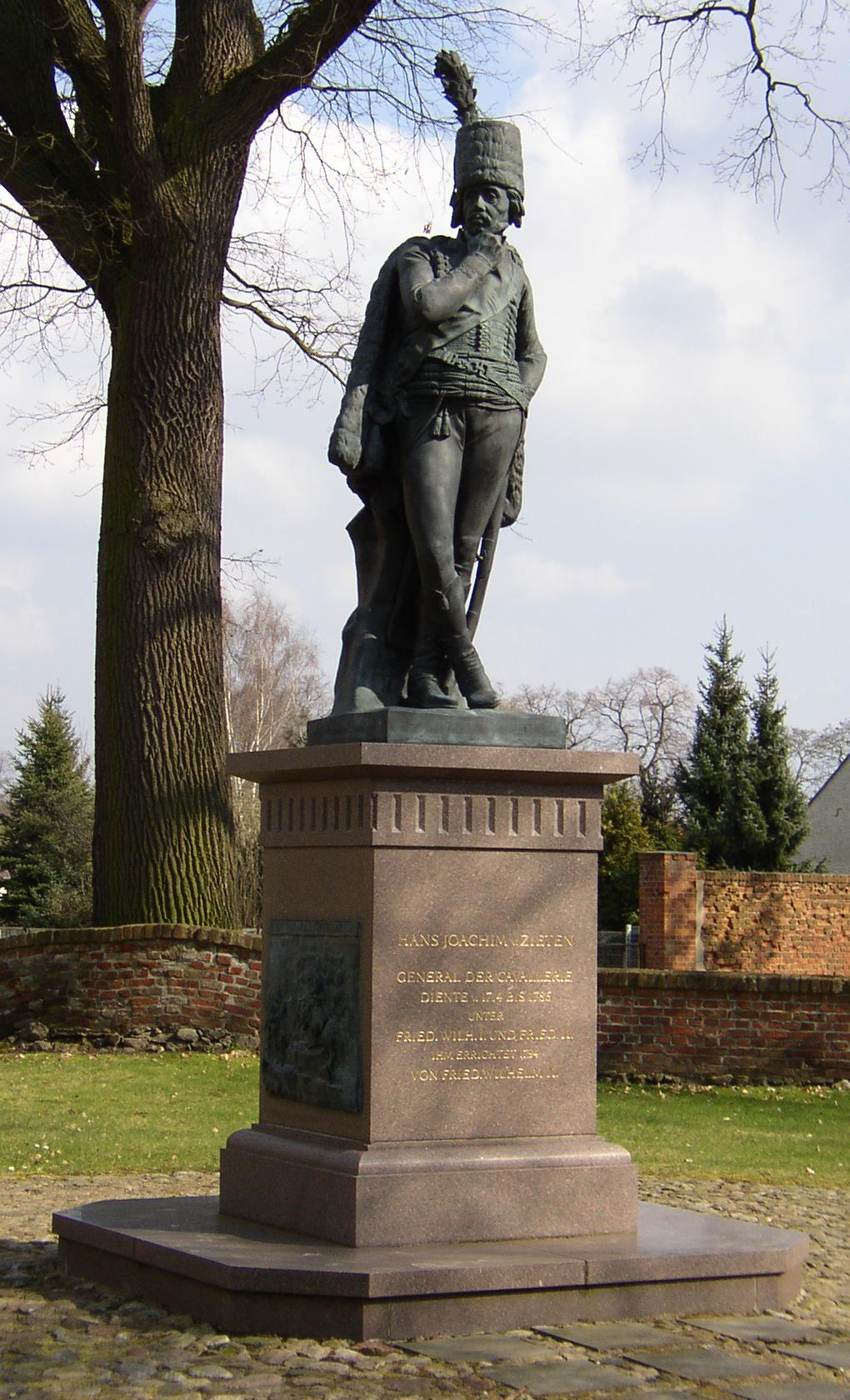
Weitere Bronzekopie in Wustrau